# St.-Michaels-Kirche (Albstadt)

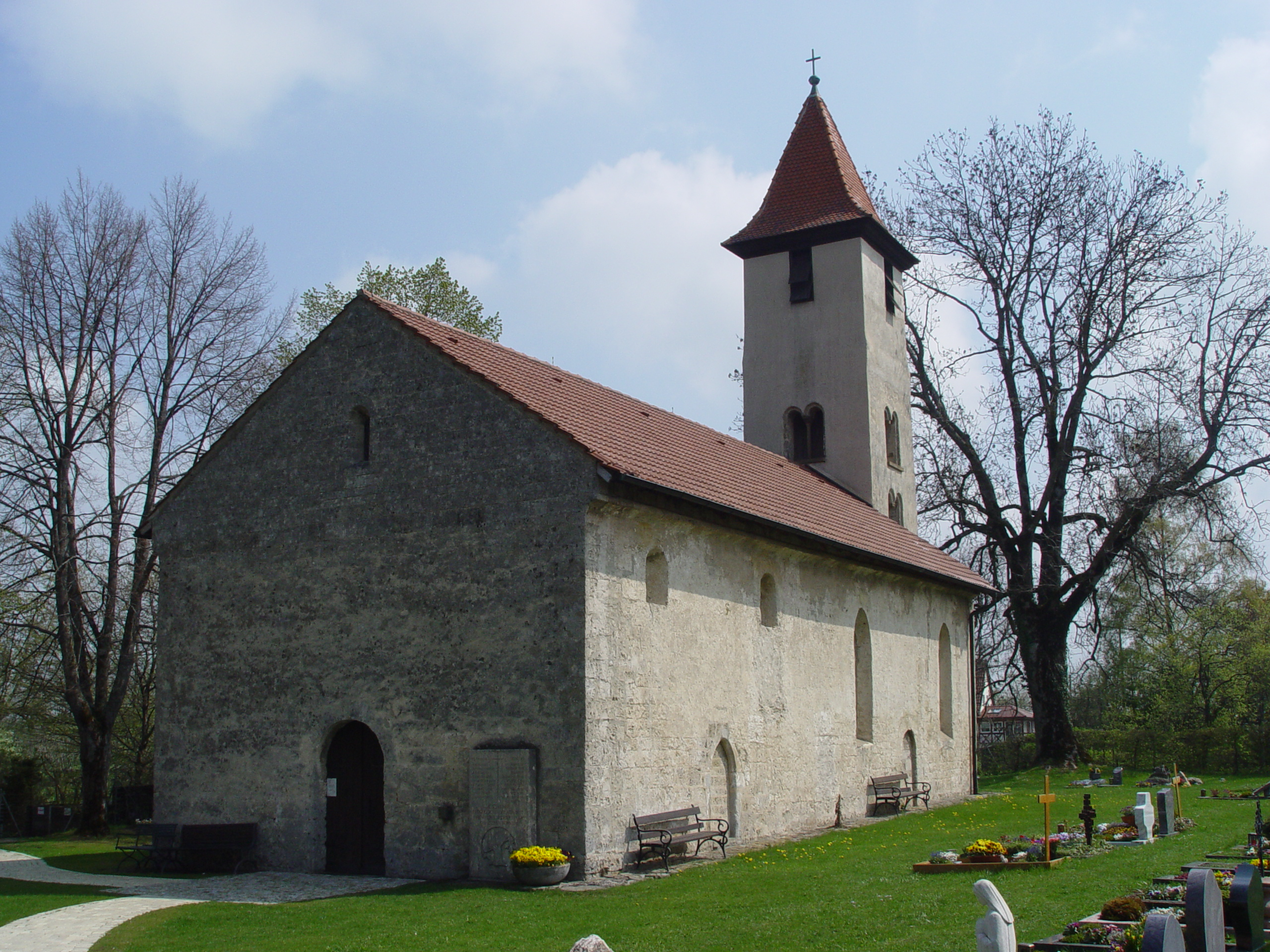
St.-Michaels-Kirche

Die St.-Michaels-Kirche ist eine kleine romanische Kirche im zu Albstadt gehörenden Dorf Burgfelden. Sie gilt als eines der bedeutendsten Baudenkmäler Albstadts.

## Geschichte
Der einfache rechteckige Saalbau aus dem 11. Jahrhundert wurde auf den Resten von kleineren Kirchenbauten aus dem 7. Jahrhundert errichtet. Der in späterer Zeit errichtete Turm weist italienische Einflüsse aus Graubünden und dem Tessin auf.

## Wandmalereien
Im Jahre 1892 entdeckte man im Zuge von Abbrucharbeiten romanische Wandmalereien in der Kirche, die mit den Wandmalereien des Klosters Reichenau verwandt sind. Der 2,4 Meter hohe Fries an der Nord-, Ost- und Südwand stammt aus der Zeit um 1070/80. Die stilistische Verwandtschaft mit den Wandmalereien in St. Georg (Reichenau-Oberzell) ist unverkennbar. Die Bildsprache in Burgfelden übertrifft diese jedoch in ihrer Lebhaftigkeit.
Die dramatische Darstellung des Jüngsten Gerichts an der Ostwand wird an der Nordseite flankiert von der Parabel vom Barmherzigen Samariter. Die Südwand zeigt den Kampf des Erzengels Michael mit dem Drachen. In einem weiteren Fresko geleitet er die Seligen in den Himmel.

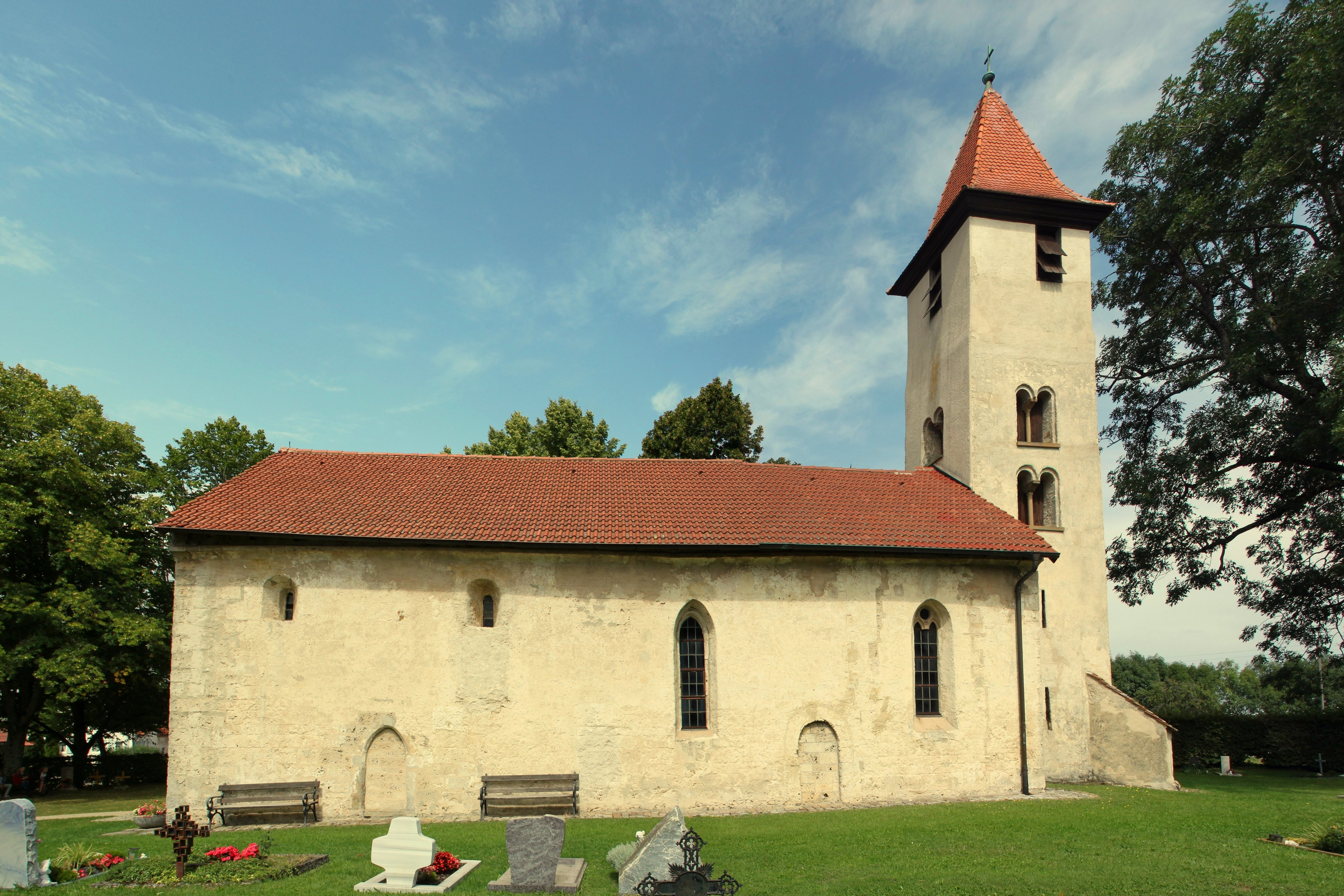
Ansicht von Süden
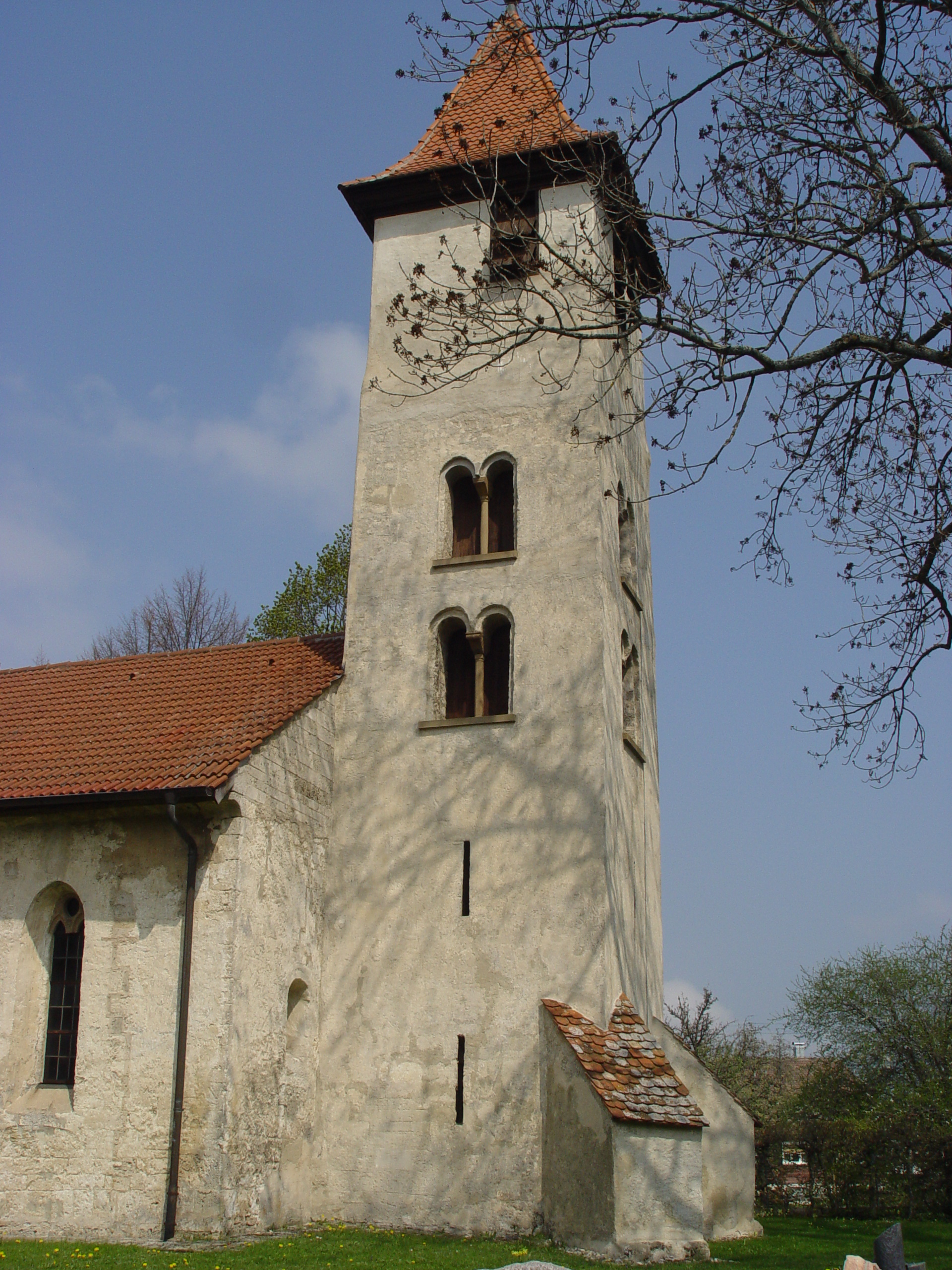
Kirchturm
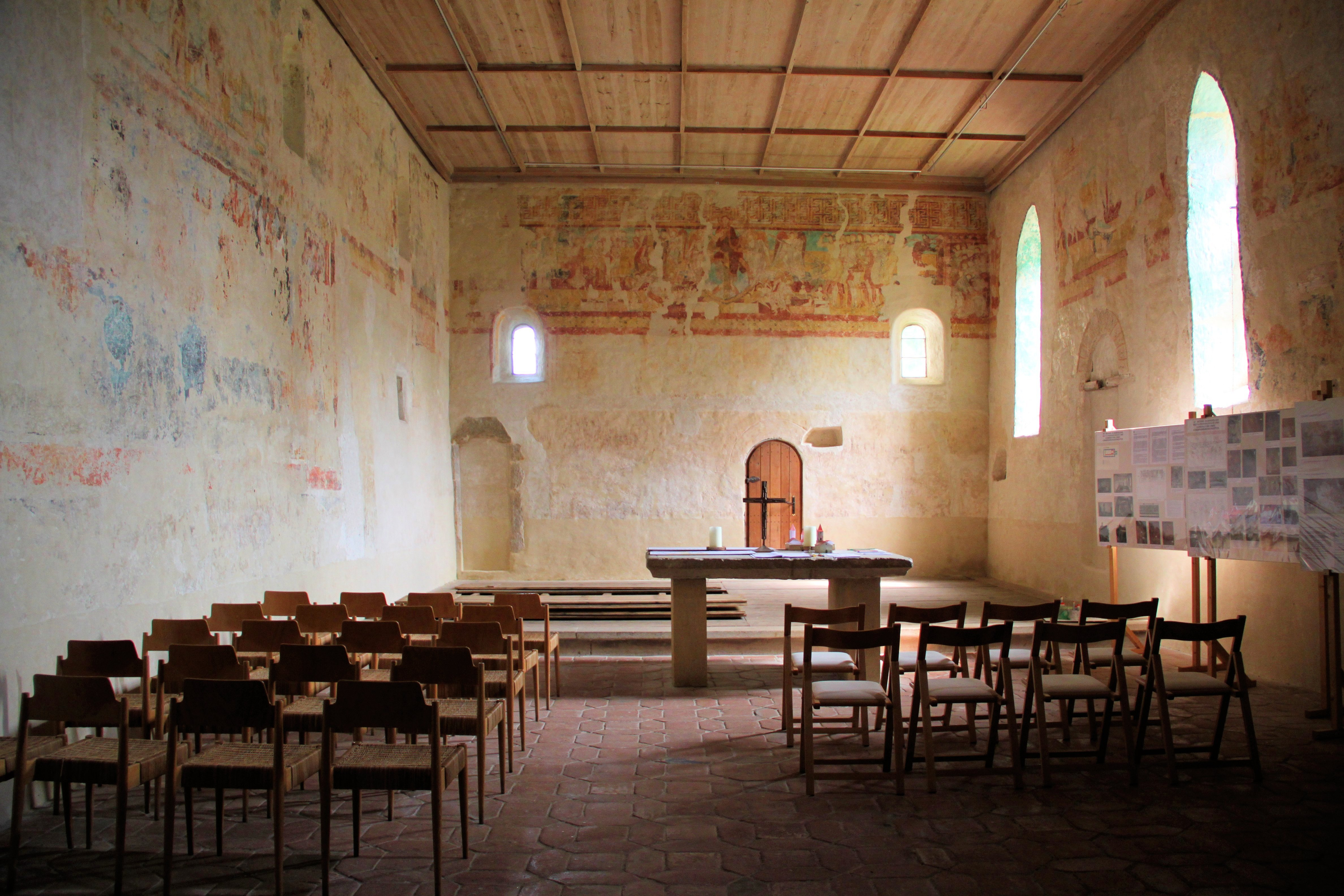
Innenraum
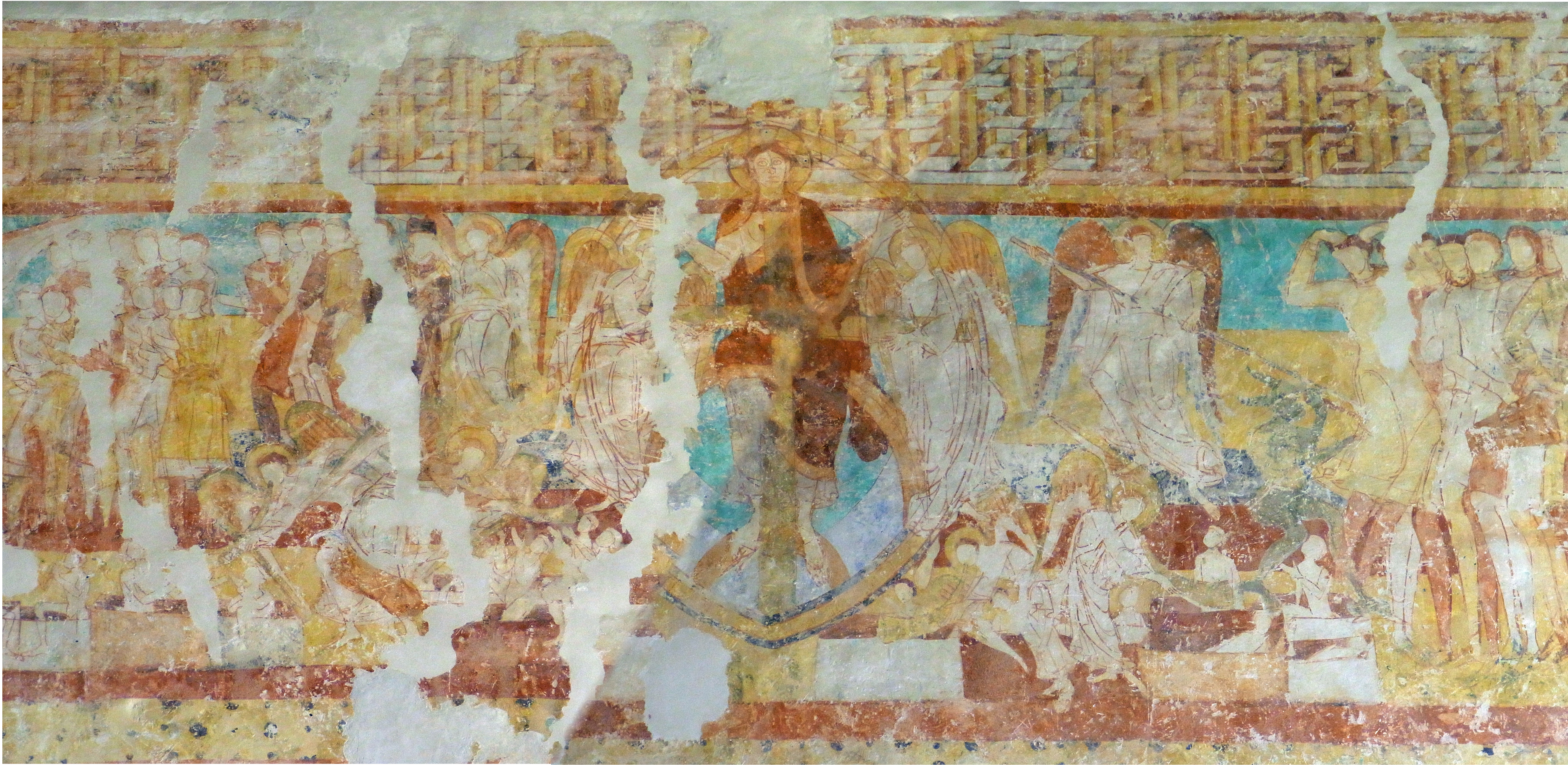
Romanisches Fresko
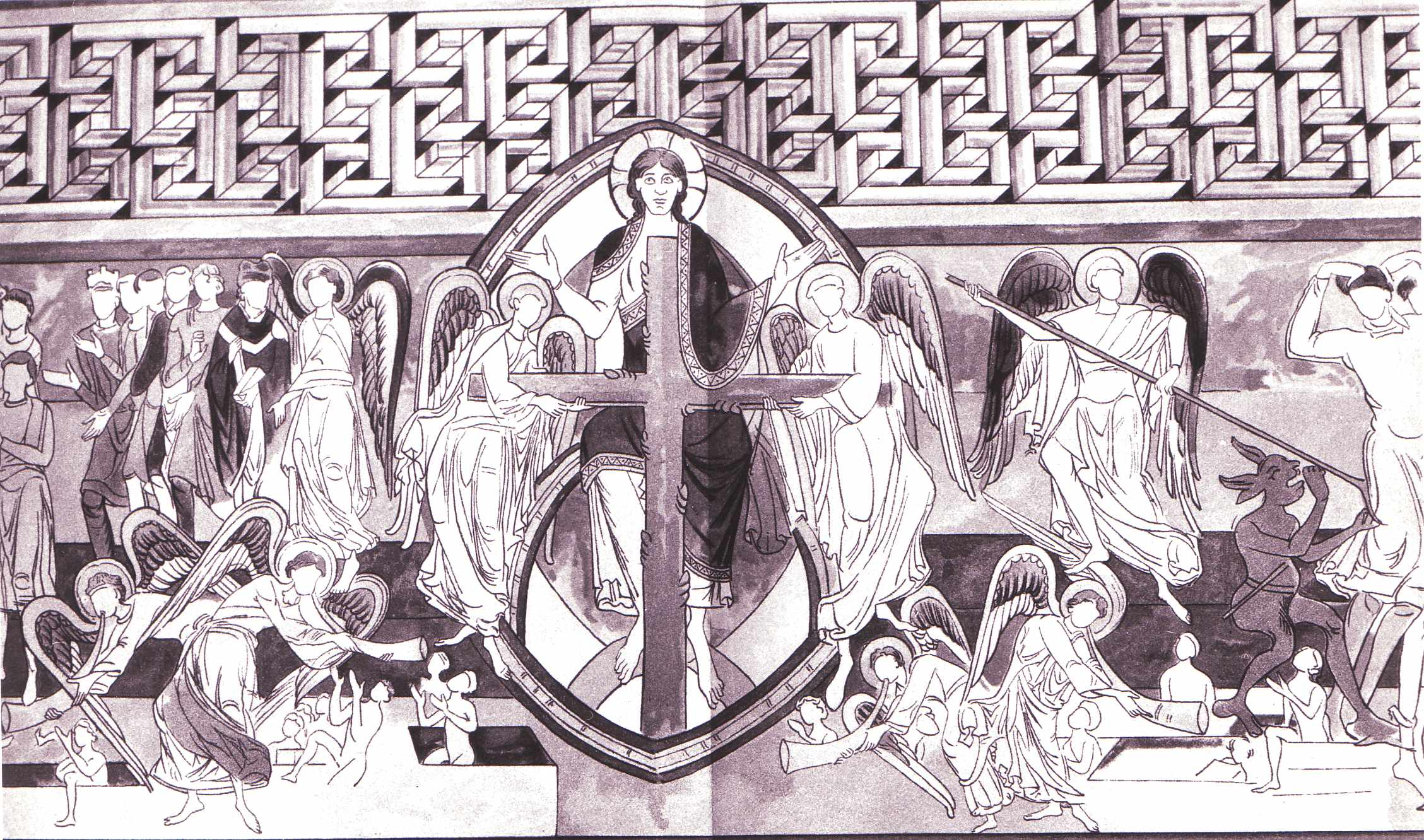
Romanisches Fresko – Rekonstruktionszeichnung
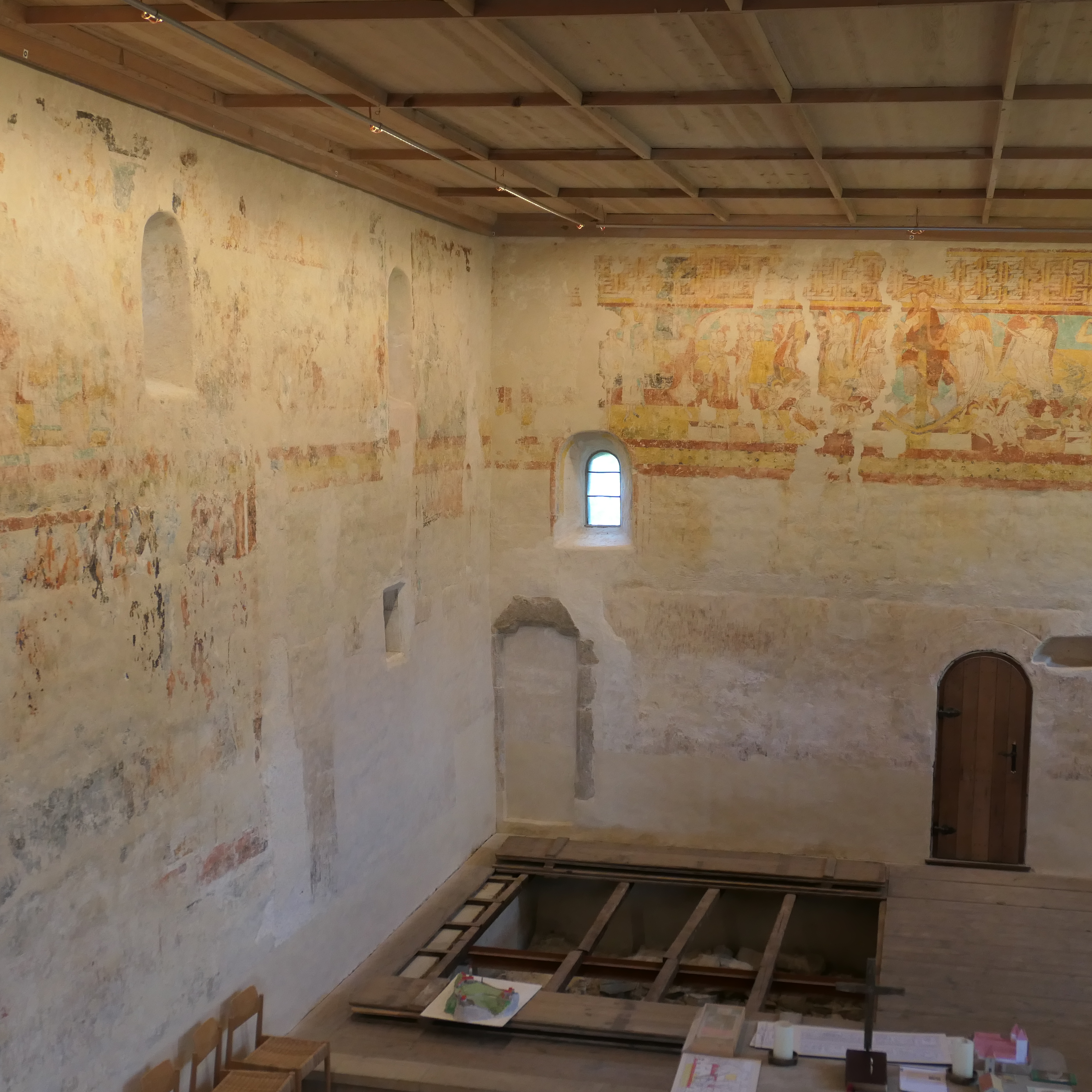
NO Fresko Weltgericht, Boden Apsis freigelegt